# Edis Agovic
Edis Agovic (ur. 12 lipca 1993 w Dudelange) – luksemburski piłkarz występujący na pozycji pomocnika w luksemburskim klubie F91 Dudelange. W latach 2013–2014 młodzieżowy reprezentant Luksemburga U-21.

## Kariera klubowa

### Jeunesse Esch
1 sierpnia 2011 został przeniesiony z zespołu juniorskiego do pierwszej drużyny Jeunesse Esch. Zadebiutował 29 kwietnia 2011 w meczu Nationaldivisioun przeciwko Racing FC Union Luksemburg (0:1). Pierwszą bramkę zdobył 11 września 2011 w meczu ligowym przeciwko Progrès Niedercorn (2:1). W sezonie 2011/12 wraz z zespołem wywalczył wicemistrzostwo Luksemburga. 5 lipca 2012 zadebiutował w kwalifikacjach do Ligi Europy w meczu przeciwko NK Olimpija Lublana (3:0). 

### Kayl-Tétange
1 stycznia 2013 udał się na półroczne wypożyczenie do klubu Kayl-Tétange. W zespole zadebiutował 24 lutego 2013 w meczu Nationaldivisioun przeciwko F91 Dudelange (3:0). Pierwszą bramkę zdobył 26 maja 2013 w meczu ligowym przeciwko Fola Esch (4:2).

### UNA Strassen
1 lipca 2013 podpisał kontrakt z zespołem UNA Strassen, w którym zadebiutował 25 sierpnia 2013 w meczu Éierepromotioun przeciwko FC Rodange 91 (4:3), w którym również strzelił swoją pierwszą bramkę w barwach klubu. 5 października 2014 strzelił swojego pierwszego hat tricka w karierze w meczu ligowym przeciwko FC Minerva Lintgen (5:1). W sezonie 2014/15, po zwycięstwie w barażach z UN Käerjéng 97 (0:3), awansował do najwyższej klasy rozgrywkowej w Luksemburgu. W Nationaldivisioun zadebiutował 2 sierpnia 2015 w meczu przeciwko CS Grevenmacher (4:1).

### F91 Dudelange
1 lipca 2018 przeszedł do F91 Dudelange. W klubie zadebiutował 28 lipca 2018 w finałowym meczu Pucharu Luksemburga przeciwko Racing FC Union Luksemburg (2:0). W lidze zadebiutował 26 sierpnia 2018 w meczu przeciwko US Mondorf-les-Bains (1:4). Pierwszą bramkę w barwach klubu zdobył 4 listopada 2018 w meczu ligowym przeciwko US Rumelange (2:9). W sezonie 2018/19 zajęli pierwsze miejsce w tabeli zdobywając tym samym tytuł mistrzowski.

## Kariera reprezentacyjna

### Luksemburg U-21
W 2013 otrzymał powołanie do reprezentacji Luksemburga U-21, w której zadebiutował 9 września 2013 w meczu eliminacji do Mistrzostw Europy U-21 2015 przeciwko reprezentacji Holandii U-21 (0:1).

## Statystyki

### Klubowe
(aktualne na dzień 9 sierpnia 2020)
| Klub                | Sezon              | Liga               | Liga  | Liga   | Puchar kraju | Puchar kraju | Europa | Europa | Suma  | Suma   |
| Klub                | Sezon              | Liga               | Mecze | Bramki | Mecze        | Bramki       | Mecze  | Bramki | Mecze | Bramki |
| ------------------- | ------------------ | ------------------ | ----- | ------ | ------------ | ------------ | ------ | ------ | ----- | ------ |
| Jeunesse Esch       | 2010/11            | Nationaldivisioun  | 2     | 0      | 1            | 0            | –      | –      | 3     | 0      |
| Jeunesse Esch       | 2011/12            | Nationaldivisioun  | 20    | 2      | –            | –            | –      | –      | 20    | 2      |
| Jeunesse Esch       | 2012/13            | Nationaldivisioun  | –     | –      | –            | –            | 1      | 0      | 1     | 0      |
| Jeunesse Esch       | Ogólnie            | Ogólnie            | 22    | 2      | 1            | 0            | 1      | 0      | 24    | 2      |
| Kayl-Tétange (wyp.) | 2012/13            | Nationaldivisioun  | 10    | 1      | –            | –            | –      | –      | 10    | 1      |
| Kayl-Tétange (wyp.) | Ogólnie            | Ogólnie            | 10    | 1      | 0            | 0            | 0      | 0      | 10    | 1      |
| UNA Strassen        | 2013/14            | Éierepromotioun    | 18    | 7      | 2            | 0            | –      | –      | 20    | 7      |
| UNA Strassen        | 2014/15            | Éierepromotioun    | 25    | 13     | 2            | 0            | –      | –      | 27    | 13     |
| UNA Strassen        | 2015/16            | Nationaldivisioun  | 24    | 6      | 3            | 3            | –      | –      | 27    | 9      |
| UNA Strassen        | 2016/17            | Nationaldivisioun  | 26    | 8      | 2            | 0            | –      | –      | 28    | 8      |
| UNA Strassen        | 2017/18            | Nationaldivisioun  | 23    | 10     | 1            | 0            | –      | –      | 24    | 10     |
| UNA Strassen        | Ogólnie            | Ogólnie            | 116   | 44     | 10           | 3            | 0      | 0      | 126   | 47     |
| F91 Dudelange       | 2018/19            | Nationaldivisioun  | 8     | 1      | 3            | 4            | 1      | 0      | 12    | 5      |
| F91 Dudelange       | 2019/20            | Nationaldivisioun  | 2     | 0      | 1            | 1            | –      | –      | 3     | 1      |
| F91 Dudelange       | Ogólnie            | Ogólnie            | 10    | 1      | 4            | 5            | 1      | 0      | 15    | 6      |
| Ogólnie w karierze  | Ogólnie w karierze | Ogólnie w karierze | 158   | 48     | 15           | 8            | 2      | 0      | 175   | 56     |

### Reprezentacyjne
| Reprezentacja   | Rok     | Mecze | Bramki |
| --------------- | ------- | ----- | ------ |
| Luksemburg U-21 | 2013    | 2     | 0      |
| Luksemburg U-21 | 2014    | 3     | 0      |
| Ogólnie         | Ogólnie | 5     | 0      |

| Mecze i gole w reprezentacji | Mecze i gole w reprezentacji | Mecze i gole w reprezentacji | Mecze i gole w reprezentacji | Mecze i gole w reprezentacji | Mecze i gole w reprezentacji | Mecze i gole w reprezentacji |
| Reprezentacja U-21           | Reprezentacja U-21           | Reprezentacja U-21           | Reprezentacja U-21           | Reprezentacja U-21           | Reprezentacja U-21           | Reprezentacja U-21           |
| Lp.                          | Data                         | Miejsce                      | Przeciwnik                   | Wynik                        | Gol                          | Rozgrywki                    |
| ---------------------------- | ---------------------------- | ---------------------------- | ---------------------------- | ---------------------------- | ---------------------------- | ---------------------------- |
| 1.                           | 09.09.2013                   | Dudelange, Luksemburg        | Holandia U-21                | 0:1                          |                              | el. ME U-21 2015             |
| 2.                           | 14.10.2013                   | Senec, Słowacja              | Słowacja U-21                | 3:0                          |                              | el. ME U-21 2015             |
| 3.                           | 05.03.2014                   | Gori, Gruzja                 | Gruzja U-21                  | 0:3                          |                              | el. ME U-21 2015             |
| 4.                           | 03.06.2014                   | Maastricht, Holandia         | Holandia U-21                | 3:1                          |                              | el. ME U-21 2015             |
| 5.                           | 08.09.2014                   | Oberkorn, Luksemburg         | Szkocja U-21                 | 0:3                          |                              | el. ME U-21 2015             |

## Sukcesy
Jeunesse Eschg
- Wicemistrzostwo Luksemburga (1×): 2011/2012

F91 Dudelange
- Mistrzostwo Luksemburga (1×): 2018/2019
- Puchar Luksemburga (1×): 2018/2019

## Życie prywatne
Jego brat bliźniak Denis również jest piłkarzem, występuje w klubie UNA Strassen na pozycji obrońcy. Posiada również dwóch kuzynów, którzy są piłkarzami, Alen występuje w UNA Strassen na pozycji obrońcy, a Kenan w Weiler na pozycji bramkarza.